# Cape Evans
Cape Evans är en udde i Östantarktis. Nya Zeeland gör anspråk på området.